# Coupe des nations de rink hockey 2009
Navigation
Coupe des nations 2007 Coupe des nations 2011
La Coupe des nations de rink hockey 2009 est la 63e édition de la compétition. La coupe se déroule du 10 avril au 13 avril 2009, à Montreux.
En finale, le Portugal prive l'Espagne d'un sixième trophée consécutif sur la Riviera, en battant leurs voisins ibériques 3-1.

## Équipes
À trois mois du championnat du monde A 2009 à Vigo, la Coupe des nations est une occasion privilégiée pour se préparer à cette compétition. Ainsi, six sélections (parmi les meilleures au monde actuellement) qui se retrouveront en juillet à Vigo ont répondu favorablement à l'invitation de l'organisation suisse. Pour compléter le tableau, l'équipe de Macao, habituée à disputer les championnats du monde B, honore sa première participation à la Coupe des nations.
Les huit équipes engagées sont donc :
- Angola
- Argentine
- Espagne
- France
- Macao
- Montreux HC
- Portugal
- Suisse

### Angola
Sélection composée en majorité de joueurs amateurs (3 joueurs évoluent dans le championnat portugais professionnel), l'Angola est une des meilleures nations du monde au niveau amateur, capable de surprendre les meilleures formations mondiales. Leur objectif pour cette édition de la coupe des nations est d'améliorer la 5e place acquise en 2007.
| N°          | Nom               | Poste                | Naissance   |
| ----------- | ----------------- | -------------------- | ----------- |
| 1           | Milton Lucas      | Gardien              | 26/01/1989  |
| 2           | Silvio Marques    |                      | 25/06/1983  |
| 3           | Rui Miguel Gomes  |                      | 31/07/1982  |
| 4           | Anacleto Silva    |                      | 08/06/197   |
| 5           | Alfonso Coxe      |                      |             |
| 12          | Andre Centendo    |                      | 22/03/1986  |
| 7           | Rui Andre Gomes   |                      | 31/07/1982  |
| 8           | José Adao         |                      | 05/03/19868 |
| 9           | Jao Vieira        |                      | 21/06/1977  |
| 10          | Tiago Sousa       | Gardien              | 18/01/1977  |
| Entraineurs |                   |                      |             |
| -           | Clementino Assis  | Délégué              |             |
| -           | Miguel Riera      | Entraîneur           |             |
| -           | Orlando Graça     | Entraîneur adjoint   |             |
| -           | Valdemiro Diogo   | Médecin              |             |
| -           | Faustino Casimiro | Préparateur physique |             |
| -           | NelsonMariano     | Physiothérapeute     |             |
| -           | José Quiteque     | Chef matériel        |             |

### Argentine
La délégation argentine se déplace en Suisse avec toutes des stars qui évoluent dans les meilleurs clubs européens avec l'intention de gagner la compétition. Seuls les deux gardiens de l'équipe évoluent dans le championnat argentin.
| N°          | Nom                  | Poste                 | Club                 |
| ----------- | -------------------- | --------------------- | -------------------- |
| 1           | Valentin Grimalt     | Gardien               | Petroleros YPF       |
| 2           |                      |                       |                      |
| 3           | Mariano Velazquez    |                       | Follonica            |
| 4           | Lucas Ordoñez        |                       | CP Tenerife          |
| 5           | Carlos Nicolia       |                       | Valdagno             |
| 6           | Pablo Martin         |                       | H Novara             |
| 7           | Pablo Alvarez        |                       | HC Liceo             |
| 8           | Paulo Emanuel Garcia |                       | FC Porto             |
| 9           | Guillermo Babick     |                       | Centro Valenciano    |
| 10          | Daniel Kennan        | Gardien               | Estudiantil San Juan |
| Entraineurs |                      |                       |                      |
| -           | José Martinazzo      | Responsable technique |                      |
| -           | Carlos Mercado       | Préparateur physique  |                      |
| -           | Alberto Arevalo      | Médecin               |                      |
| -           | Ricardo Sarmiento    | Vice-président        |                      |
| -           | Juan Carlos Ildarraz | Représentant          |                      |

### Espagne
En raison des ply-offs de la OK Liga 2008-2009 qui se jouent peu de temps après la compétition, les cadres de la sélection ibérique ne sont pas présents en Suisse. Le sélectionneur Carlos Feriche a donc emmené une sélection inédite et expérimentale, composée de jeunes joueurs qui pourraient intégrer la sélection dans le futur pour les grandes compétitions. L'objectif de la délégation espagnole est de conserver le titre qu'ils détiennent depuis les 5 éditions précédentes de la coupe des nations.
| N°          | Nom                     | Poste              | Naissance | Club                |
| ----------- | ----------------------- | ------------------ | --------- | ------------------- |
| -           | Guillem Trabal          |                    | 1979      | Reus Deportiu       |
| -           | Xavier Puigbuí          |                    | 1987      | CP Voltregà         |
| -           | Josep Lamas             |                    | 1981      | HC Liceo            |
| -           | Roma Bancells           |                    | 1985      | CP Vic              |
| -           | Marc Navarro            |                    | 1982      | Igualada HC         |
| -           | Dani Rodríguez          |                    | 1984      | Blanes HC           |
| -           | Jordi Bargalló          |                    | 1979      | HC Liceo            |
| -           | Jordi Adroher           |                    | 1984      | CP Vic              |
| -           | Ferran Formatgé         |                    | 1987      | CH Mataró           |
| -           | Francesc Gil            |                    | 1981      | Lleida Llista Blava |
| Entraineurs |                         |                    |           |                     |
| -           | Carles Ferich           | Entraîneur         |           |                     |
| -           | Josep Ordeig            | Entraîneur adjoint |           |                     |
| -           | Ricard Viñals           | Délégué            |           |                     |
| -           | Bernat De Pablo Marquez | Médecin            |           |                     |
| -           | Xavier Reyes            | Physiothérapeute   |           |                     |
| -           | Angel Milla             | Chef matériel      |           |                     |

### France
Pour le sélectionneur français, la coupe des nations 2009 s'inscrit dans la préparation du mondial à Vigo. Les joueurs choisis font donc partie des joueurs pré-sélectionnés en vue de cette future échéance. Conscient d'être dans un groupe très difficile à Montreux, les joueurs tricolores prennent cette échéance très au sérieux dans leur préparation.
| N°          | Nom                     | Poste                | Naissance | Club                |
| ----------- | ----------------------- | -------------------- | --------- | ------------------- |
| 1           | Renaud Hallouin         | Gardien              | 1980      | CS Noisy le Grand   |
| 2           | Loïc Lemenn             |                      | 1988      | RHC Lyon            |
| 3           | Guilhem Lesca           |                      | 1985      | SA Mérignac         |
| 4           | Guirec Henry            |                      | 1978      | SCRA Saint-Omer     |
| 5           | Nicolas Guilbert        |                      | 1985      | SCRA Saint-Omer     |
| 6           | Anthony Weber           |                      | 1988      | CS Noisy le Grand   |
| 7           | Sébastien Landrin       |                      | 1979      | RSV Weil            |
| 8           | Baptiste Lucas          |                      | 1983      | LV La Roche sur Yon |
| 9           | Sébastien Furstenberger |                      | 1985      | SCRA Saint-Omer     |
| 10          | Olivier Gélébart        | Gardien              | 1975      | HC Quévert          |
| Entraineurs |                         |                      |           |                     |
| -           | Fabien Savreux          | Entraîneur           |           |                     |
| -           | Hedi Ben Brahim         | Kinésithérapeute     |           |                     |
| -           | Clément Sanguinetti     | Préparateur physique |           |                     |
| -           | Xavier Franca           | Médecin              |           |                     |

### Macao
Dernière équipe à être invitée pour cette édition, Macao est plutôt habitué à disputer les championnats du monde B de rink hockey. Sélection la plus faible du tournoi sur le papier, les joueurs asiatiques vont profiter de cette occasion de jouer contre de grandes formations mondiales pour augmenter leur expérience internationale.
| N°          | Nom                 | Poste              | Naissance  |
| ----------- | ------------------- | ------------------ | ---------- |
| 1           | Cheang Koon Hou     | Gardien            | 09/10/1981 |
| 2           | Augusto Fernandes   |                    | 25/03/1984 |
| 3           | Alfredo Almeida     |                    | 19/10/1980 |
| 4           | Dinísio Da Luz      |                    | 23/06/1981 |
| 5           | José Cardinho       |                    | 18/08/1984 |
| 6           | Edgar Rodrigues     |                    | 06/05/1980 |
| 7           | Nuno Antunes        |                    | 07/07/1977 |
| 8           | Hélder Ricardo      |                    | 19/04/1984 |
| 9           | Alberto Lisboa      |                    | 19/10/1968 |
| 10          | Leong Chak In       |                    | 31/10/1980 |
| Entraineurs |                     |                    |            |
| -           | Alberto Lisboa      | Entraîneur         |            |
| -           | Manuel Da Luz       | Entraîneur adjoint |            |
| -           | Dulce Atraca Lisboa | Chef de délégation |            |
| -           | Napoleão De Assis   | Physiothérapeute   |            |
| -           | Gabriela Atraca     | Secrétaire         |            |

### Montreux HC
À l'occasion de cette compétition et pour pallier la blessure de Hugues «Yakari» Bihan (fracture de la malléole), le club du Montreux HC a renforcé son équipe avec la venue exceptionnelle de deux joueurs du club français du LV La Roche sur Yon, Jérôme Moriceau et Marc Salicru
| N°          | Nom               | Poste              | Naissance  | Club                |
| ----------- | ----------------- | ------------------ | ---------- | ------------------- |
| 5           | Jérôme Moriceau   |                    | 14/01/1979 | LV La Roche sur Yon |
| 10          | Guillaume Oberson | Gardien            | 28/08/1986 | Montreux HC         |
| 11          | Olivier Perrochet |                    | 06/11/1983 | Montreux HC         |
| 19          | Andrea Grassi     |                    | 25/09/1984 | Montreux HC         |
| 22          | Marc Solioz       |                    | 18/07/1978 | Montreux HC         |
| 23          | Jean-Marc Bianchi | Gardien            | 23/10/1980 | Montreux HC         |
| 28          | Marc Salicru      |                    | 12/06/1980 | LV La Roche sur Yon |
| 77          | Thibaut Matti     |                    | 06/09/1992 | Montreux HC         |
| 79          | Stefan Rubi       |                    | 29/01/1979 | Montreux HC         |
| 85          | Andreas Münger    |                    | 07/02/1985 | Montreux HC         |
| Entraineurs |                   |                    |            |                     |
| -           | Roberto Aguilar   | Entraîneur         |            |                     |
| -           | Steve Mercanton   | Entraîneur adjoint |            |                     |
| -           | Alain Schmutz     | Physiothérapeute   |            |                     |
| -           | Olivier Walter    | Physiothérapeute   |            |                     |

### Portugal
La sélection portugaise est presque complète pour aborder la compétition (seules les blessures de João Miguel et Pedro Moreira et l'absence de Caio pour raisons personnelles permettent à de nouveaux joueurs d'apparaître). Le sélectionneur lusitanien voit la coupe des nations comme un jalon très important en vue du mondial à Vigo et part en Suisse avec l'objectif de remporter le trophée.
| N°          | Nom               | Poste              | Naissance | Club          |
| ----------- | ----------------- | ------------------ | --------- | ------------- |
| -           | Ricardo Silva     | Gardien            | 1983      | A. Juv. Viana |
| -           | André Girão       | Gardien            | 1989      | Ac. Espinho   |
| -           | Luís Viana        |                    | 1976      | A. Juv. Viana |
| -           | Pedro Afonso      |                    | 1982      | Candelária SC |
| -           | Ricardo Oliveira  |                    | 1982      | FC Porto      |
| -           | Ricardo Barreiros |                    | 1982      | SL Benfica    |
| -           | Reinaldo Ventura  |                    | 1978      | FC Porto      |
| -           | Ricardo Pereira   |                    | 1978      | SL Benfica    |
| -           | Tiago Rafael      |                    | 1983      | SL Benfica    |
| -           | Valter Neves      |                    | 1983      | SL Benfica    |
| Entraineurs |                   |                    |           |               |
| -           | Paulo Rodrigues   | Directeur          |           |               |
| -           | Gustavo Sousa     | Coordinateur       |           |               |
| -           | Luís Sénica       | Entraîneur         |           |               |
| -           | Nuno Ferrão       | Entraîneur adjoint |           |               |
| -           | Valter Pacheco    | Infirmier          |           |               |
| -           | Hermínio Carrilho | Mécanicien         |           |               |

### Suisse
| N°          | Nom                    | Poste              | Naissance | Club           |
| ----------- | ---------------------- | ------------------ | --------- | -------------- |
| 1           | Daniel Dietrich        | Gardien            | 1982      | RSV Weil       |
| 2           | Von Allmen Simon       |                    | 1987      | SC Thunerstern |
| 3           | Jimenez Gaël           |                    | 1987      | RHC Genève     |
| 4           | Kissling Pascal        |                    | 1984      | RHC Diessbach  |
| 5           | Häfliger Martin        |                    | 1988      | RSC Uttigen    |
| 6           | Infante Matthieu       |                    | 1988      | RHC Genève     |
| 7           | Desponds Jérôme        |                    | 1980      | R Novara       |
| 8           | Garcia Mendez Federico |                    | 1987      | AFP Giovinazzo |
| 9           | Wirth Dominic          |                    | 1984      | RHC Wimmis     |
| 10          | Langenegger Roman;     | Gardien            | 1987      | RSC Uttigen    |
| Entraineurs |                        |                    |           |                |
| -           | Zabalia Juan Antonio   | Entraîneur         |           |                |
| -           | Mata Morales Franzisco | Entraîneur adjoint |           |                |
| -           | Meier Sascha           | Physiothérapeute   |           |                |
| -           | Jordi Steff            | Chef de délégation |           |                |
| -           | Münger Klaus           | Président          |           |                |

## Déroulement
La compétition est divisée en deux phases.
La phase de qualification dure les deux premiers jours du tournoi. Durant cette phase, les 8 équipes sont réparties dans deux groupes. Dans chaque groupe, chaque équipe se rencontre une fois, afin d'établir un classement par groupe. Les deux premières équipes de chaque groupe sont qualifiés pour les demi-finales. Les deux équipes les moins bien placées s'affrontent dans un tournoi pour établir le classement final.
La phase finale s'étale sur les deux derniers jours. La première équipe de chaque groupe rencontre, lors d'une demi-finale, la seconde équipe de l'autre groupe. Les équipes vainqueurs de leur demi-finale s'affrontent en finale. Les équipes perdant la demi-finale jouent un match pour la troisième place. L'équipe classée troisième du groupe rencontre, lors d'un match de classement, le quatrième de l'autre groupe. Les équipes qui sortent vainqueurs de ce matchs de classement s'affrontent le dernier jour pour la 5e place; les équipes perdants jouent un match pour la 7e place.

## Phase de qualification

### Groupe A
L'Espagne et le Portugal sont les grands favoris de ce groupe, même si la France fait office de sérieux outsider.
Logiquement, les deux équipes de la péninsule ibérique se qualifient pour les demi-finales. À égalités de points, les lusitaniens se classent à la première place du groupe, grâce à un nombre de buts encaissés moindres. Il est à noter que ces deux favoris ont été accrochés par l'équipe de France, qui ne perd que 1-0 face au Portugal, et l'équipe du Montreux HC, qui menait à quelques minutes de la fin du match contre l'Espagne.
| Rang | Équipe      | Pts | J | G | N | P | Bp | Bc | Diff |  | Résultats   | POR | ESP | FRA | MON |
| ---- | ----------- | --- | - | - | - | - | -- | -- | ---- |  | ----------- | --- | --- | --- | --- |
| 1    | Portugal    | 7   | 3 | 2 | 1 | 0 | 7  | 1  | +6   |  | Portugal    |     | 1-1 | 1-0 | 5-0 |
| 2    | Espagne     | 7   | 3 | 2 | 1 | 0 | 10 | 4  | +6   |  | Espagne     |     |     | 5-0 | 4-3 |
| 3    | France      | 3   | 3 | 1 | 0 | 2 | 3  | 7  | -4   |  | France      |     |     |     | 3-1 |
| 4    | Montreux HC | 0   | 3 | 0 | 0 | 3 | 4  | 12 | -8   |  | Montreux HC |     |     |     |     |

| Match 1             | France                             | 3–1   | Montreux HC     |                                                    |                                                    |
| 10 avril 2009 13h00 | Sébastien Landrin (2) Guirec Henry | (1–0) | Jérôme Moriceau | Arbitrage : Torsten Flössel José A. Viera Monteiro | Arbitrage : Torsten Flössel José A. Viera Monteiro |
| 10 avril 2009 13h00 | Rapport                            |       |                 | Arbitrage : Torsten Flössel José A. Viera Monteiro | Arbitrage : Torsten Flössel José A. Viera Monteiro |

| Match 4             | Espagne                                                 | 4–3   | Montreux HC                               |                                           |                                           |
| 10 avril 2009 18h45 | Josep Lamas Jordi Adroher Dani Rodriguez Jordi Bargallo | (1–3) | Marc Solioz Patrick Roduit Andreas Münger | Arbitrage : Boris Tarassioux Pedro Torrao | Arbitrage : Boris Tarassioux Pedro Torrao |
| 10 avril 2009 18h45 | Rapport                                                 |       |                                           | Arbitrage : Boris Tarassioux Pedro Torrao | Arbitrage : Boris Tarassioux Pedro Torrao |

| Match 6             | Portugal        | 1–0   | France |                                               |                                               |
| 10 avril 2009 22h00 | Ricardo Pereira | (0–0) |        | Arbitrage : Balthasar Jung Johannes Schneider | Arbitrage : Balthasar Jung Johannes Schneider |
| 10 avril 2009 22h00 | Rapport         |       |        | Arbitrage : Balthasar Jung Johannes Schneider | Arbitrage : Balthasar Jung Johannes Schneider |

| Match 8             | Espagne                                                  | 5–0   | France |                                               |                                               |
| 11 avril 2009 14h30 | Jordi Adroher (2) Josep Lamas Marc Navarro Romá Bancells | (4–0) |        | Arbitrage : Balthasar Jung Johannes Schneider | Arbitrage : Balthasar Jung Johannes Schneider |
| 11 avril 2009 14h30 | Rapport                                                  |       |        | Arbitrage : Balthasar Jung Johannes Schneider | Arbitrage : Balthasar Jung Johannes Schneider |

| Match 9             | Portugal                                              | 5–0   | Montreux HC |                                      |                                      |
| 11 avril 2009 16h00 | Reinaldo Ventura (2) Ricardo Barreiros (2) Luís Viana | (4–0) |             | Arbitrage : Joan Molina Pedro Torrao | Arbitrage : Joan Molina Pedro Torrao |
| 11 avril 2009 16h00 | Rapport                                               |       |             | Arbitrage : Joan Molina Pedro Torrao | Arbitrage : Joan Molina Pedro Torrao |

| Match 12            | Espagne     | 1–1   | Portugal   |                                                |                                                |
| 11 avril 2009 22h00 | Josep Lamas | (1–1) | Luís Viana | Arbitrage : José A. Viera Monteiro Joan Molina | Arbitrage : José A. Viera Monteiro Joan Molina |
| 11 avril 2009 22h00 | Rapport     |       |            | Arbitrage : José A. Viera Monteiro Joan Molina | Arbitrage : José A. Viera Monteiro Joan Molina |

### Groupe B
L'équipe favorite du groupe B est sans conteste l'Argentine, qui termine première du groupe en trois victoires sur trois matchs disputés.
La seconde place se joue entre l'Angola et la Suisse. Le duel entre les deux équipes tourne à l'avantage de l'équipe africaine qui s'impose d'un petit but.
Quant à l'équipe de Macao, comme cela était prévisible, elle enchaîne les larges défaites.
| Rang | Équipe    | Pts | J | G | N | P | Bp | Bc | Diff |  | Résultats | ARG | ANG | SUI | MAC  |
| ---- | --------- | --- | - | - | - | - | -- | -- | ---- |  | --------- | --- | --- | --- | ---- |
| 1    | Argentine | 9   | 3 | 3 | 0 | 3 | 22 | 1  | +21  |  | Argentine |     | 3-0 | 3-1 | 16-0 |
| 2    | Angola    | 6   | 3 | 2 | 0 | 1 | 23 | 8  | +15  |  | Angola    |     |     | 3-2 | 20-3 |
| 3    | Suisse    | 3   | 3 | 1 | 0 | 2 | 18 | 6  | +12  |  | Suisse    |     |     |     | 15-0 |
| 4    | Macao     | 0   | 3 | 0 | 0 | 0 | 3  | 51 | -48  |  | Macao     |     |     |     |      |

| Match 2             | Argentine                                        | 3–0   | Angola |                                         |                                         |
| 10 avril 2009 14h30 | Lucas Ordoñez Pablo Alvarez Paulo Emanuel Garcia | (1–0) |        | Arbitrage : Balthasar Jung Pedro Torrao | Arbitrage : Balthasar Jung Pedro Torrao |
| 10 avril 2009 14h30 | Rapport                                          |       |        | Arbitrage : Balthasar Jung Pedro Torrao | Arbitrage : Balthasar Jung Pedro Torrao |

| Match 3             | Suisse | 15–0  | Macao |                                          |                                          |
| 10 avril 2009 16h00 | Frederico Garcia Mendez (4) Matthieu Infante (4) Gaël Jimenez (2) Pascal Kissling (2) Martin Häfliger Jérôme Desponds Dominic Wirth | (6–0) |       | Arbitrage : Joan Molina Boris Tarassioux | Arbitrage : Joan Molina Boris Tarassioux |
| 10 avril 2009 16h00 | Rapport |       |       | Arbitrage : Joan Molina Boris Tarassioux | Arbitrage : Joan Molina Boris Tarassioux |

| Match 5             | Argentine                      | 3–1   | Suisse           |                                                    |                                                    |
| 10 avril 2009 20h30 | Pablo Martin (2) Pablo Alvarez | (1–0) | Simon Von Allmen | Arbitrage : Torsten Flössel José A. Viera Monteiro | Arbitrage : Torsten Flössel José A. Viera Monteiro |
| 10 avril 2009 20h30 | Rapport                        |       |                  | Arbitrage : Torsten Flössel José A. Viera Monteiro | Arbitrage : Torsten Flössel José A. Viera Monteiro |

| Match 7             | Angola                                                                                  | 20–3   | Macao                                         |                                              |                                              |
| 11 avril 2009 13h00 | Joao Vieira (8) Anacleto Silva (4) Rui Andre Gomez (4) Andre Centeno (3) Silvio Marquez | (10–2) | Alfredo Almeida Hélder Ricardo Alberto Lisboa | Arbitrage : Torsten Flössel Boris Tarassioux | Arbitrage : Torsten Flössel Boris Tarassioux |
| 11 avril 2009 13h00 | Rapport                                                                                 |        |                                               | Arbitrage : Torsten Flössel Boris Tarassioux | Arbitrage : Torsten Flössel Boris Tarassioux |

| Match 10            | Suisse                           | 2–3   | Angola                                   |                                                     |                                                     |
| 11 avril 2009 19h00 | Simon Von Allmen Pascal Kissling | (0–1) | Anacleto Silva Joao Vieira Andre Centeno | Arbitrage : Boris Tarassioux José A. Viera Monteiro | Arbitrage : Boris Tarassioux José A. Viera Monteiro |
| 11 avril 2009 19h00 | Rapport                          |       |                                          | Arbitrage : Boris Tarassioux José A. Viera Monteiro | Arbitrage : Boris Tarassioux José A. Viera Monteiro |

| Match 11            | Argentine                                                                                                 | 16–0  | Macao |                                                |                                                |
| 11 avril 2009 20h30 | Lucas Ordoñez (7) Paulo Emanuel Garcia (4) Pablo Martin (2) Carlos Nicolia Pablo Alvarez Guillermo Babick | (6–0) |       | Arbitrage : Torsten Flössel Johannes Schneider | Arbitrage : Torsten Flössel Johannes Schneider |
| 11 avril 2009 20h30 | Rapport                                                                                                   |       |       | Arbitrage : Torsten Flössel Johannes Schneider | Arbitrage : Torsten Flössel Johannes Schneider |

## Phase finale

### Tableau final
|  | Demi-finales  | Demi-finales  |                        |   | Finale        | Finale        |
|  | Demi-finales  | Demi-finales  |                        |   | Finale        | Finale        |
|  |               |               |                        |   |               |               |
|  | 12 avril 2009 | 12 avril 2009 |                        |   | 13 avril 2009 | 13 avril 2009 |
|  | 12 avril 2009 | 12 avril 2009 |                        |   | 13 avril 2009 | 13 avril 2009 |
|  | Portugal      | 3             |                        |   | 13 avril 2009 | 13 avril 2009 |
|  | Portugal      | 3             |                        |   | 13 avril 2009 | 13 avril 2009 |
|  | Angola        | 0             |                        |   | 13 avril 2009 | 13 avril 2009 |
|  | Angola        | 0             | Portugal               | 3 |               |               |
|  | 12 avril 2009 |               | Portugal               | 3 |               |               |
|  |               | Espagne       | 1                      |   |               |               |
|  | Argentine     | Espagne       | 1                      | 2 |               |               |
|  | Argentine     |               |                        | 2 |               |               |
|  | Espagne       | 3             |                        |   |               |               |
|  | Espagne       | 3             | Match pour la 3e place |   |               |               |
|  |               |               |                        |   |               |               |
|  | 13 avril 2009 |               |                        |   |               |               |
|  |               |               |                        |   |               |               |
|  | Angola        | 2             |                        |   |               |               |
|  | Angola        | 2             |                        |   |               |               |
|  | Argentine     | 3             |                        |   |               |               |
|  | Argentine     | 3             |                        |   |               |               |

Détail des matchs
| Demi-finale (Match 15) | Portugal                              | 3–0   | Angola |                                            |                                            |
| 12 avril 2009 19h30    | Ricardo Pereira (2) Ricardo Barreiros | (2–0) |        | Arbitrage : Joan Molina Johannes Schneider | Arbitrage : Joan Molina Johannes Schneider |
| 12 avril 2009 19h30    | Rapport                               |       |        | Arbitrage : Joan Molina Johannes Schneider | Arbitrage : Joan Molina Johannes Schneider |

| Demi-finale (Match 16) | Argentine                       | 2–3   | Espagne                                  |                                                   |                                                   |
| 12 avril 2009 21h30    | Mariano Velazquez Lucas Ordoñez | (0–2) | Josep Lamas Romá Bancells Dani Rodriguez | Arbitrage : Balthasar Jung José A. Viera Monteiro | Arbitrage : Balthasar Jung José A. Viera Monteiro |
| 12 avril 2009 21h30    | Rapport                         |       |                                          | Arbitrage : Balthasar Jung José A. Viera Monteiro | Arbitrage : Balthasar Jung José A. Viera Monteiro |

| Match pour la 3e place (19) | Angola                       | 2–3   | Argentine                      |                                          |                                          |
| 13 avril 2009 19h00         | Anacleto Silva Andre Centeno | (1–2) | Lucas Ordoñez (2) Pablo Martin | Arbitrage : Joan Molina Boris Tarassioux | Arbitrage : Joan Molina Boris Tarassioux |
| 13 avril 2009 19h00         | Rapport                      |       |                                | Arbitrage : Joan Molina Boris Tarassioux | Arbitrage : Joan Molina Boris Tarassioux |

L'équipe d'Argentine s'empare de la troisième place du tournoi grâce à un but en or inscrit lors de la prolongation.
| Finale (20)         | Portugal                           | 3–1   | Espagne       |                                                |                                                |
| 13 avril 2009 22h00 | Ricardo Barreiros (2) Valter Neves | (1–0) | Jordi Adroher | Arbitrage : Torsten Flössel Johannes Schneider | Arbitrage : Torsten Flössel Johannes Schneider |
| 13 avril 2009 22h00 | Rapport                            |       |               | Arbitrage : Torsten Flössel Johannes Schneider | Arbitrage : Torsten Flössel Johannes Schneider |

### Tableau de classement
|  | Match de classement | Match de classement |                        |   | Match pour la 5e place | Match pour la 5e place |
|  | Match de classement | Match de classement |                        |   | Match pour la 5e place | Match pour la 5e place |
|  |                     |                     |                        |   |                        |                        |
|  | 12 avril 2009       | 12 avril 2009       |                        |   | 13 avril 2009          | 13 avril 2009          |
|  | 12 avril 2009       | 12 avril 2009       |                        |   | 13 avril 2009          | 13 avril 2009          |
|  | France              | 4                   |                        |   | 13 avril 2009          | 13 avril 2009          |
|  | France              | 4                   |                        |   | 13 avril 2009          | 13 avril 2009          |
|  | Macao               | 0                   |                        |   | 13 avril 2009          | 13 avril 2009          |
|  | Macao               | 0                   | France                 | 2 |                        |                        |
|  | 12 avril 2009       |                     | France                 | 2 |                        |                        |
|  |                     | Suisse              | 3                      |   |                        |                        |
|  | Suisse              | Suisse              | 3                      | 3 |                        |                        |
|  | Suisse              |                     |                        | 3 |                        |                        |
|  | Montreux HC         | 2                   |                        |   |                        |                        |
|  | Montreux HC         | 2                   | Match pour la 7e place |   |                        |                        |
|  |                     |                     |                        |   |                        |                        |
|  | 13 avril 2009       |                     |                        |   |                        |                        |
|  |                     |                     |                        |   |                        |                        |
|  | Macao               | 2                   |                        |   |                        |                        |
|  | Macao               | 2                   |                        |   |                        |                        |
|  | Montreux HC         | 7                   |                        |   |                        |                        |
|  | Montreux HC         | 7                   |                        |   |                        |                        |

Détail des matchs
| Match 13            | France                                              | 4–0   | Macao |                                            |                                            |
| 12 avril 2009 16h30 | Nicolas Guilbert (2) Loïc Le Menn Sébastien Landrin | (2–0) |       | Arbitrage : Torsten Flössel Balthasar Jung | Arbitrage : Torsten Flössel Balthasar Jung |
| 12 avril 2009 16h30 | Rapport                                             |       |       | Arbitrage : Torsten Flössel Balthasar Jung | Arbitrage : Torsten Flössel Balthasar Jung |

| Match 14            | Suisse                                     | 3–2   | Montreux HC        |                                           |                                           |
| 12 avril 2009 18h00 | Gaël Jimenez Pascal Kissling Dominic Wirth | (1–1) | Andreas Münger (2) | Arbitrage : Pedro Torrao Boris Tarassioux | Arbitrage : Pedro Torrao Boris Tarassioux |
| 12 avril 2009 18h00 | Rapport                                    |       |                    | Arbitrage : Pedro Torrao Boris Tarassioux | Arbitrage : Pedro Torrao Boris Tarassioux |

| Match pour la 7e place (17) | Macao              | 2–7   | Montreux HC                                                                      |                                        |                                        |
| 13 avril 2009 15h30         | Hélder Ricardo (2) | (0–4) | Jérôme Moriceau (2) Andrea Grassi (2) Olivier Perrochet Marc Solioz Stephan Rubi | Arbitrage : Joan Molina Balthasar Jung | Arbitrage : Joan Molina Balthasar Jung |
| 13 avril 2009 15h30         | Rapport            |       |                                                                                  | Arbitrage : Joan Molina Balthasar Jung | Arbitrage : Joan Molina Balthasar Jung |

| Match pour la 5e place (18) | France                         | 2–3   | Suisse                                               |                                                 |                                                 |
| 13 avril 2009 17h00         | Guirec Henry Sébastien Landrin | (1–2) | Gaël Jimenez Frederico Garcia Mendez Jérôme Desponds | Arbitrage : Pedro Torrao José A. Viera Monteiro | Arbitrage : Pedro Torrao José A. Viera Monteiro |
| 13 avril 2009 17h00         | Rapport                        |       |                                                      | Arbitrage : Pedro Torrao José A. Viera Monteiro | Arbitrage : Pedro Torrao José A. Viera Monteiro |

## Classement final
| Pl. | Équipe      |
| --- | ----------- |
| 1   | Portugal    |
| 2   | Espagne     |
| 3   | Argentine   |
| 4   | Angola      |
| 5   | Suisse      |
| 6   | France      |
| 7   | Montreux HC |
| 8   | Macao       |

## Classement des buteurs
| Pl. | Nom           | Équipe    | Buts |
| --- | ------------- | --------- | ---- |
| 1   | Lucas Ordoñez | Argentine | 11   |

## Prix individuels
Prix du plus jeune joueur

Offert par les vétérans du MHC

Matti Thibaut, Montreux HC, né en 1992
Prix du meilleur gardien

Offert par la Famille Piemontesi

Ricardo Silva, Portugal
Prix du meilleur buteur

Challenge Edo, offert par la boutique Edo à Montreux

Lucas Ordoñez, Argentine
Prix du meilleur buteur de la finale

Ricardo Barreiros, Portugal
Prix de la bonne tenue

Mémorial Henry Cuvit offert par la famille Giovanna

Equipe du Montreux HC
Prix du fair-play

Offert par la Famille Monney

Argentine
Prix du joueur le plus élégant

Pablo Alvarez, Argentine
Révélation du tournoi

Angola
Prix spécial

en mémoire d'Eric Girard, arbitre international